# Ronde van Frankrijk 2025/Achtste etappe
De achtste etappe van de Ronde van Frankrijk 2025 werd verreden op 12 juli. Jonathan Milan won de etappe in een massasprint, waarmee hij de eerste Italiaan werd met ritwinst in de Tour sinds Vincenzo Nibali in 2019.

## Parcours
De etappe startte in Saint-Méen-le-Grand. De tussensprint lag na 85,5 kilometer in Vitré. Daarnaast was onderweg een beklimming van de vierde categorie in Nuillé-sur-Vicoin. Na 171,4 kilometer over grotendeels vlakke wegen lag de finish in Laval.

## Koersverloop
Dit overzicht is mogelijk incompleet; u kunt helpen door het uit te breiden.

## Uitslag etappe
| Saint-Méen-le-Grand – Laval (171,4 km) |                      |                         |          |
| Plaats                                 | Naam                 | Ploeg                   | Tijd     |
| Winnaar                                | Jonathan Milan       | Lidl-Trek               | 3u50'26" |
| 2                                      | Wout van Aert        | Visma \| Lease a Bike   | z.t.     |
| 3                                      | Kaden Groves         | Alpecin-Deceuninck      | z.t.     |
| 4                                      | Pascal Ackermann     | Israel-Premier Tech     | z.t.     |
| 5                                      | Arnaud De Lie        | Lotto                   | z.t.     |
| 6                                      | Tobias Lund Andresen | Picnic PostNL           | z.t.     |
| 7                                      | Bryan Coquard        | Cofidis                 | z.t.     |
| 8                                      | Alberto Dainese      | Tudor                   | z.t.     |
| 9                                      | Vincenzo Albanese    | EF Education-EasyPost   | z.t.     |
| 10                                     | Stian Fredheim       | Uno-X Mobility          | z.t.     |
|                                        |                      |                         |          |
| 11                                     | Danny van Poppel     | Red Bull-BORA-hansgrohe | z.t.     |

 –  Mathieu Burgaudeau en  Mattéo Vercher, ploeggenoten bij TotalEnergies, werden beiden verkozen tot meest strijdlustige renner van de dag. Driemaal eerder in de Tourgeschiedenis kwam het voor dat twee renners de prijs voor de strijdlust kregen: Yves Hézard en Raymond Martin in de 13e etappe van 1978, Juan Antonio Flecha en Johnny Hoogerland in de 9e etappe van 2011 en de eveneens ploeggenoten Julian Alaphilippe en Tony Martin in de 16e etappe van 2016.

## Klassementen

### Algemeen klassement
| Algemeen klassement (gele trui) |                      |                         |           |
| Plaats                          | Naam                 | Ploeg                   | Tijd      |
| Gele trui                       | Tadej Pogačar        | UAE Team Emirates-XRG   | 29u48'30" |
| 2                               | Remco Evenepoel      | Soudal Quick-Step       | + 54"     |
| 3                               | Kévin Vauquelin      | Arkéa-B&B Hotels        | + 1'11"   |
| 4                               | Jonas Vingegaard     | Visma \| Lease a Bike   | + 1'17"   |
| 5                               | Mathieu van der Poel | Alpecin-Deceuninck      | + 1'29"   |
| 6                               | Matteo Jorgenson     | Visma \| Lease a Bike   | + 1'34"   |
| 7                               | Oscar Onley          | Picnic PostNL           | + 2'49"   |
| 8                               | Florian Lipowitz     | Red Bull-BORA-hansgrohe | + 3'02"   |
| 9                               | Primož Roglič        | Red Bull-BORA-hansgrohe | + 3'06"   |
| 10                              | Mattias Skjelmose    | Lidl-Trek               | + 3'43"   |

### Puntenklassement
| Puntenklassement (groene trui) |                      |                       |        |
| Plaats                         | Naam                 | Ploeg                 | Punten |
| Groene trui                    | Jonathan Milan       | Lidl-Trek             | 182    |
| 2                              | Tadej Pogačar        | UAE Team Emirates-XRG | 156    |
| 3                              | Biniam Girmay        | Intermarché-Wanty     | 124    |
| 4                              | Mathieu van der Poel | Alpecin-Deceuninck    | 108    |
| 5                              | Anthony Turgis       | TotalEnergies         | 93     |
| 6                              | Tim Merlier          | Soudal Quick-Step     | 89     |
| 7                              | Jonas Vingegaard     | Visma \| Lease a Bike | 80     |
| 8                              | Kaden Groves         | Alpecin-Deceuninck    | 60     |
| 9                              | Remco Evenepoel      | Soudal Quick-Step     | 56     |
| 10                             | Oscar Onley          | Picnic PostNL         | 56     |

### Bergklassement
| Bergklassement (bolletjestrui) |                  |                        |        |
| Plaats                         | Naam             | Ploeg                  | Punten |
| Bolletjestrui                  | Tim Wellens      | UAE Team Emirates-XRG  | 8      |
| 2                              | Tadej Pogačar    | UAE Team Emirates-XRG  | 7      |
| 3                              | Ben Healy        | EF Education-EasyPost  | 4      |
| 4                              | Jonas Vingegaard | Visma \| Lease a Bike  | 4      |
| 5                              | Ewen Costiou     | Arkéa-B&B Hotels       | 3      |
| 6                              | Michael Storer   | Tudor Pro Cycling Team | 3      |
| 7                              | Quinn Simmons    | Lidl-Trek              | 2      |
| 8                              | Lenny Martinez   | Bahrain Victorious     | 2      |
| 9                              | Benjamin Thomas  | Cofidis                | 2      |
| 10                             | Kévin Vauquelin  | Arkéa-B&B Hotels       | 1      |

### Jongerenklassement
| Jongerenklassement (witte trui) |                     |                         |           |
| Plaats                          | Naam                | Ploeg                   | Tijd      |
| Witte trui                      | Remco Evenepoel     | Soudal Quick-Step       | 29u49'24" |
| 2                               | Kévin Vauquelin     | Arkéa-B&B Hotels        | + 17"     |
| 3                               | Oscar Onley         | Picnic PostNL           | + 1'55"   |
| 4                               | Florian Lipowitz    | Red Bull-BORA-hansgrohe | + 2'08"   |
| 5                               | Mattias Skjelmose   | Lidl-Trek               | + 2'49"   |
| 6                               | Ben Healy           | EF Education-EasyPost   | + 3'01"   |
| 7                               | Carlos Rodríguez    | INEOS Grenadiers        | + 3'57"   |
| 8                               | Romain Grégoire     | Groupama-FDJ            | + 9'58"   |
| 9                               | Jenno Berckmoes     | Lotto                   | + 10'29"  |
| 10                              | Axel Laurance       | INEOS Grenadiers        | + 18'44"  |
|                                 |                     |                         |           |
| 15                              | Frank van den Broek | Picnic PostNL           | + 29'27"  |

### Ploegenklassement
| Plaats | Ploeg                           | Tijd       |
| ------ | ------------------------------- | ---------- |
|        | Team Visma \| Lease a Bike      | 89u29'39"" |
| 2      | UAE Team Emirates-XRG           | + 5'33"    |
| 3      | Groupama-FDJ                    | + 13'24"   |
| 4      | Arkéa-B&B Hotels                | + 14'34"   |
| 5      | Decathlon AG2R La Mondiale Team | + 16'54"   |

## Uitvaller
Niet gestart
- Eddie Dunbar (Team Jayco AlUla): Dunbar was een dag eerder ten val gekomen en had te veel last van zijn pols om nog van start te gaan.[4][5]

1e etappe ·
2e etappe ·
3e etappe ·
4e etappe ·
5e etappe ·
6e etappe ·
7e etappe ·
8e etappe ·
9e etappe ·
10e etappe ·
11e etappe ·
12e etappe ·
13e etappe ·
14e etappe ·
15e etappe ·
16e etappe ·
17e etappe ·
18e etappe ·
19e etappe ·
20e etappe ·
21e etappe
Startlijst · Eindstanden · Afbeeldingen